# Archaeoidea
Archaeoidea es una superfamilia de arañas araneomorfas, con cinco familias de arañas con ocho ojos:
- Archaeidae: 3 géneros, 54 especies
- Holarchaeidae: 1 género, 2 especies
- Mecysmaucheniidae: 7 géneros, 25 especies
- Micropholcommatidae: 19 géneros, 66 especies
- Pararchaeidae: 7 géneros, 35 especies